# Crossopalpus demartini
Crossopalpus demartini är en tvåvingeart som beskrevs av Raffone 1984. Crossopalpus demartini ingår i släktet Crossopalpus och familjen puckeldansflugor. Inga underarter finns listade i Catalogue of Life.